# Waverly Hall (Géorgie)
Waverly Hall est une ville américaine située dans le comté de Harris, en Géorgie. Selon le recensement de 2020, sa population est de 638 habitants.